# Rue des Palais (Bruxelles)
Pour les articles homonymes, voir Rue des Palais.
La rue des Palais (en néerlandais : Paleizenstraat) est une rue bruxelloise située sur la commune de Schaerbeek et de Bruxelles-ville qui va de la place de la Reine (église Sainte-Marie) au square Jules de Trooz traversant successivement la rue de la Poste, la rue Rogier, la rue Lefrancq, la rue de la Marne, la rue Brichaut, la place Liedts, la rue Vanderlinden, la rue d'Aerschot, la rue Van Schoor, la rue du Pavillon, la rue du Progrès, la rue Masui et la place Masui.
À partir de la place Masui, le dernier tronçon de la rue des Palais est situé sur Bruxelles-ville.
Le nom de la rue est lié au fait qu'elle était parcourue quasi quotidiennement par le roi des Belges se rendant du palais de Laeken, sa résidence privée, au palais royal de Bruxelles, résidence officielle des souverains de Belgique.

## Histoire
Après la révolution de 1830 et l'indépendance de la Belgique, la nécessité se fait sentir de relier de manière commode les deux résidences royales, le palais royal de Bruxelles au château de Laeken. Il fallait percer une artère depuis la place de la Reine jusqu'au pont de Laeken, mais les autorités ne disposaient pas des moyens financiers suffisants. En 1833, deux particuliers, l'ingénieur Jean-Baptiste Vifquain et le bourgmestre de Schaerbeek Jean-François Herman constituent une « Société de la rue des Palais », alimentée par la perception d'un demi droit de barrière sur la route, plus un péage de deux centimes par personne franchissant le pont sur la Senne. Les travaux sont rapidement menés à bien.

## Adresses notables
à Schaerbeek :
- no 11 : Maison Art déco classée par arrêté royal le 7 mars 2002
- nos 22 et 24 : Guillaume Geefs, sculpteur et bourgmestre de Schaerbeek y a habité.
- no 27 : FEDACTIO
- no 42 : parc Reine-Verte
- no 42 : COCOF
- no 44 : M-Village (ancien bâtiment RTT construit par Michel Polak)
- no 100 : CPAS de Schaerbeek
- no 106 : le peintre Louis Gallait y a habité
- nos 181-183 : Église Saint-Nicolas-de-Myre (anciennement: église Saint-François-d'Assise)

à Bruxelles-ville :
- no 342 : Manuplex

## Église Saint-François-d'Assise (Saint-Nicolas-de-Myre)
L'ancienne église des Récollets est aujourd'hui lieu de culte de l'Église orthodoxe roumaine, sous le vocable de église Saint-Nicolas-de-Myre.

## Galerie de photos

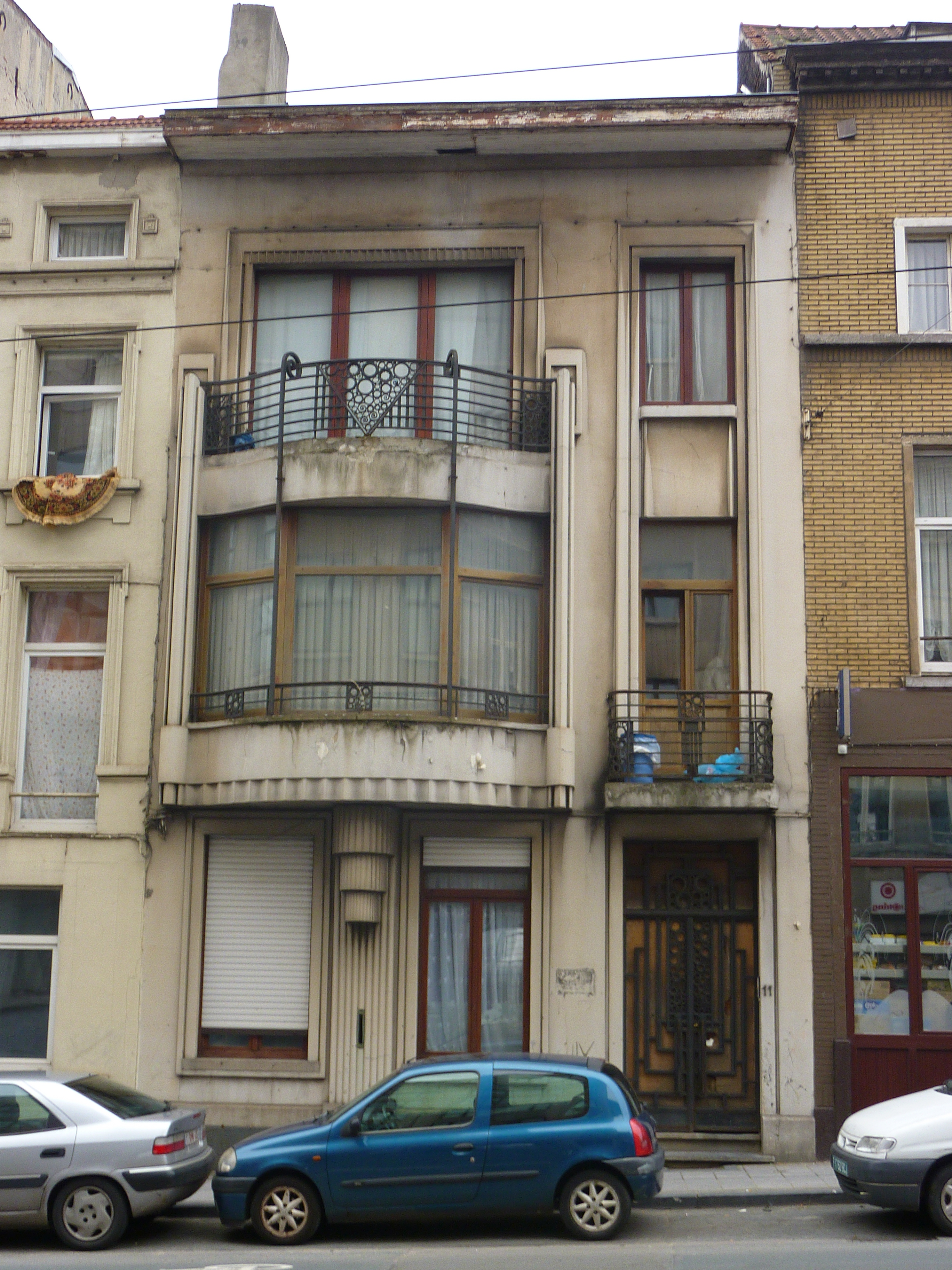
Rue des Palais no 11 (maison classée)
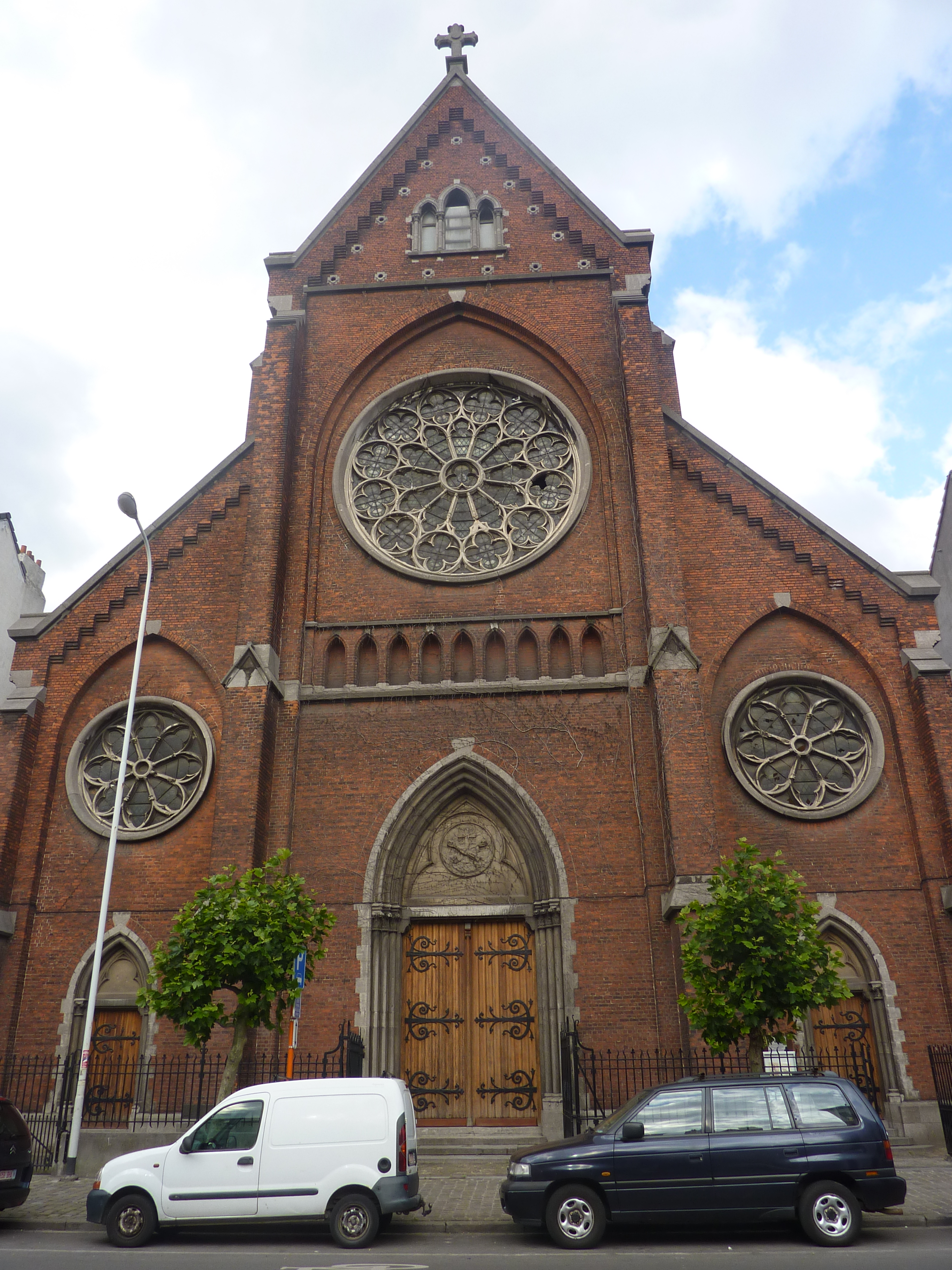
Église Saint-François-d'Assise
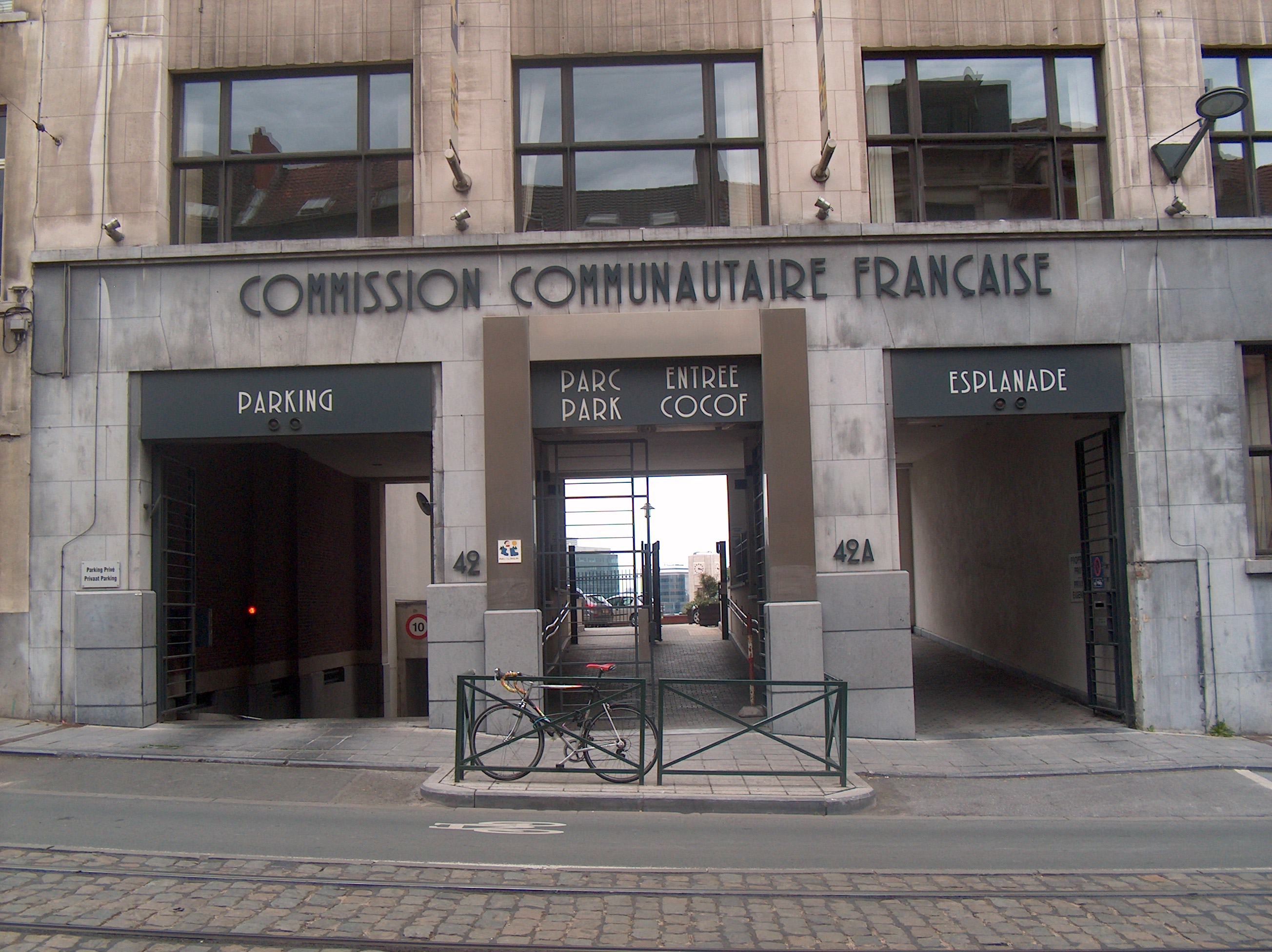
Entrée du parc Reine-Verte sous les bâtiments de la COCOF